# Holly Willoughby

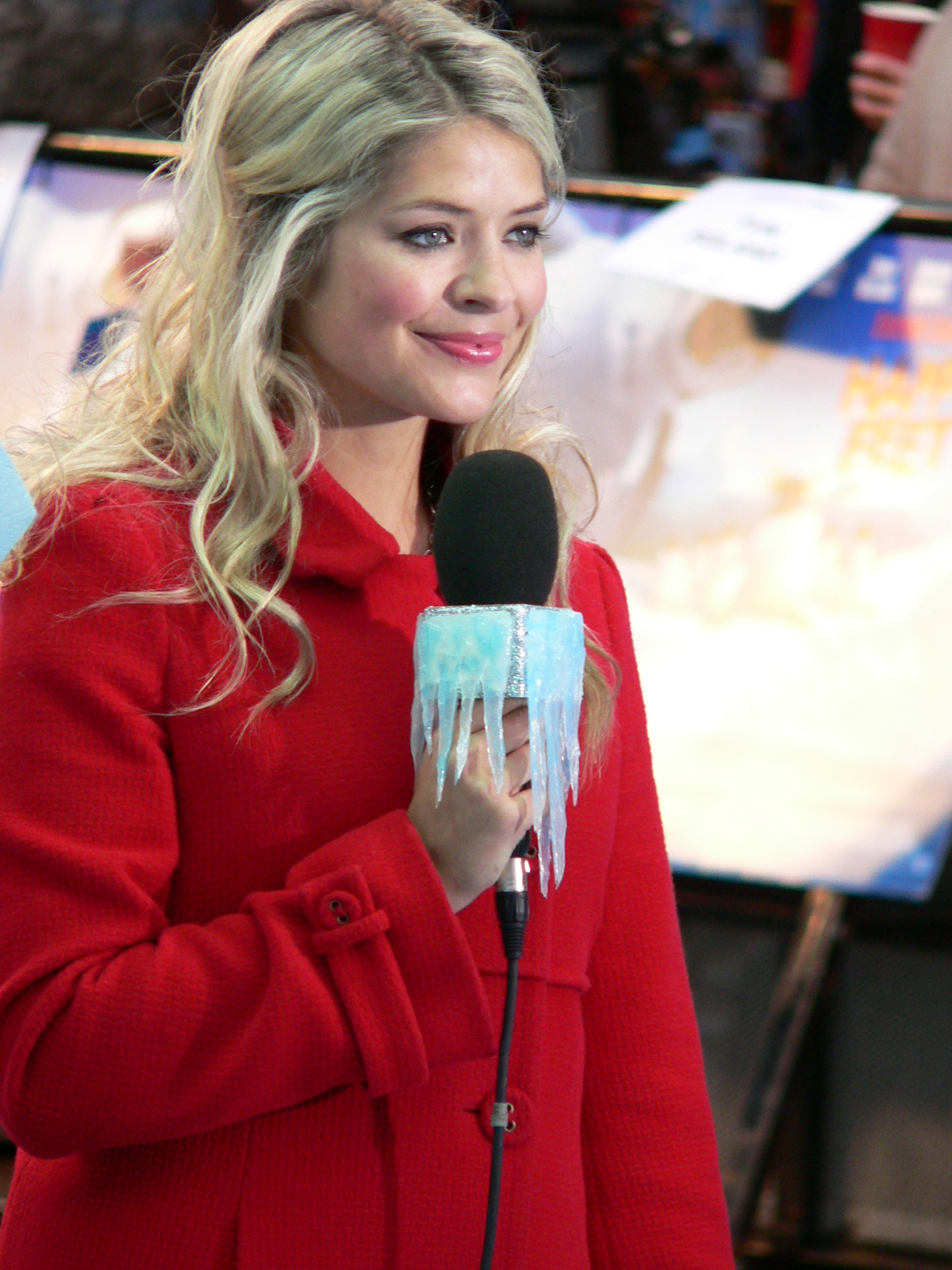
Holly Willoughby (2006).

Holly Marie Willoughby, född 10 februari 1981 i Brighton i East Sussex, är en brittisk programledare i TV och fotomodell. Hon har en bakgrund som programledare för brittiska barn- och nöjesprogram men är främst känd som programledare för den mycket populära förmiddagsshowen This Morning på ITV under åren 2009-2023. År 2006 fick hon motta en BAFTA Award.

## Filmografi
| År               | Program                                                    | Roll          |
| ---------------- | ---------------------------------------------------------- | ------------- |
| 2000             | S Club TV                                                  | Programvärd   |
| 2000             | S Club 7: Artistic Differences                             | Programvärd   |
| 2000–2004        | Xchange                                                    | Tävlande      |
| 2002–2003        | CBBC at the Fame Academy                                   | Programvärd   |
| 2003             | X-perimental                                               | Programvärd   |
| 2004–2006        | Ministry of Mayhem aka Holly & Stephen's Saturday Showdown | Programvärd   |
| 2004             | Stars in Their Eyes Kids                                   | Programvärd   |
| 2005             | Feel the Fear                                              | Tävlande      |
| 2005             | CD:UK                                                      | Programvärd   |
| 2005             | Celebrity Wrestling: Bring It On                           | Tävlande      |
| 2006–2011, 2018- | Dancing On Ice                                             | Programvärd   |
| 2006             | Lip Service                                                | Programvärd   |
| 2006             | Tricky TV                                                  | Programvärd   |
| 2006             | Showbiz Darts                                              | Tävlande      |
| 2007             | The Westlife Show: Live                                    | Programvärd   |
| 2007             | Greased Lightnin                                           | Programvärd   |
| 2007             | Streetmate                                                 | Programvärd   |
| 2007             | Holly & Fearne Go Dating                                   | Programvärd   |
| 2008–2009        | The Xtra Factor                                            | Programvärd   |
| 2008–2020        | Celebrity Juice                                            | Lagkapten     |
| 2007–2008        | The National Television Awards                             | Programvärd   |
| 2009–2023        | This Morning                                               | Programvärd   |
| 2009             | Cheryl Cole's Night In                                     | Programvärd   |
| 2010             | James Corden's World Cup Live                              | Programvärd   |
| 2010             | Magic Numbers                                              | Gäst          |
| 2010             | Agatha Christie's Marple                                   |               |
| 2011–            | Text Santa                                                 | Programvärd   |
| 2012–2013        | The Voice UK                                               | Programvärd   |
| 2012–            | Surprise Surprise                                          | Programvärd   |
| 2012             | Keith Lemon: The Film                                      | Som sig själv |
| 2012             | Rod Stewart Christmas Special                              | Som sig själv |
| 2022             | Freeze the Fear with Wim Hof                               | Programvärd   |

### TV-produktioner
- Paneldeltagare Never Mind the Buzzcocks (31 oktober 2005), (5 december 2011)
- Tävlande Ant & Dec's Saturday Night Takeaway (29 september 2007)
- Tävlande All Star Family Fortunes (3 november 2007)
- Gästprogramvärd This Morning (5 december 2008)
- Tävlande All Star Mr and Mrs (2 January 2010)
- Goody Carne Agatha Christie's Marple The Pale Horse (30 augusti 2010)
- Tävlande Chris Moyles' Quiz Night (29 november 2010)
- Gäst Britain Unzipped (24 april 2012)

## Böcker
- The Best Friends' Guide to Life. Vermilion. 14 October 2010. ISBN 978-0-09-193540-5